# Паничково
Паничково (болг. Паничково) — село в Болгарии. Находится в Кырджалийской области, входит в общину Черноочене. Население составляет 345 человек.

## Политическая ситуация
В местном кметстве Паничково, в состав которого входит Паничково, должность кмета (старосты) исполняет Али Ферад Бекир (Движение за права и свободы (ДПС)) по результатам выборов правления кметства.
Кмет (мэр) общины Черноочене — Айдын Ариф Осман (Движение за права и свободы (ДПС)) по результатам выборов в правление общины.